# Lernaeomyzon incisa
Lernaeomyzon incisa – wątpliwy gatunek widłonoga z rodziny Chondracanthidae. Nazwę naukową tego gatunku skorupiaków opublikował w 1822 roku francuski biolog Henri Marie Ducrotay de Blainville. W bazie World Register of Marine Species takson ten klasyfikowany jest jako nomen nudum.